# Samba em prelúdio
Samba em prelúdio (in portoghese: Samba in preludio) è una canzone composta da Vinícius de Moraes e Baden Powell de Aquino, scritta nel 1962, e fu incisa per la prima volta da quest'ultimo nell'album Le monde musical de Baden Powell del 1964.
Nel 1970 fu realizzata una notevole versione da Vinícius de Moraes con Maria Creuza e Toquinho. 
Nel 1971 venne realizzata una versione in italiano, intitolata Samba-preludio, con il testo di Sergio Bardotti, incisa da Patty Pravo nell'album Di vero in fondo; questa versione venne ripresa nel 1976 da Ornella Vanoni nell'LP La voglia la pazzia l'incoscienza l'allegria, con la collaborazione di Vinicius e Toquinho.

## Storia e significato
[...]